# Cladosarsia capitata
Cladosarsia capitata is een hydroïdpoliep uit de familie Corynidae. De poliep komt uit het geslacht Cladosarsia. Cladosarsia capitata werd in 1978 voor het eerst wetenschappelijk beschreven door Bouillon. 